# シシー・ペルリンガー
シシー・ペルリンガー（Sissi Perlinger, 1962年12月9日 - ）は、ドイツ出身の女優である。

## 出演作品

### 映画
- アンツ・イン・ザ・パンツ!（フロリアンの母）
- エニグマ奪還